# Chandrashekhar Agashe

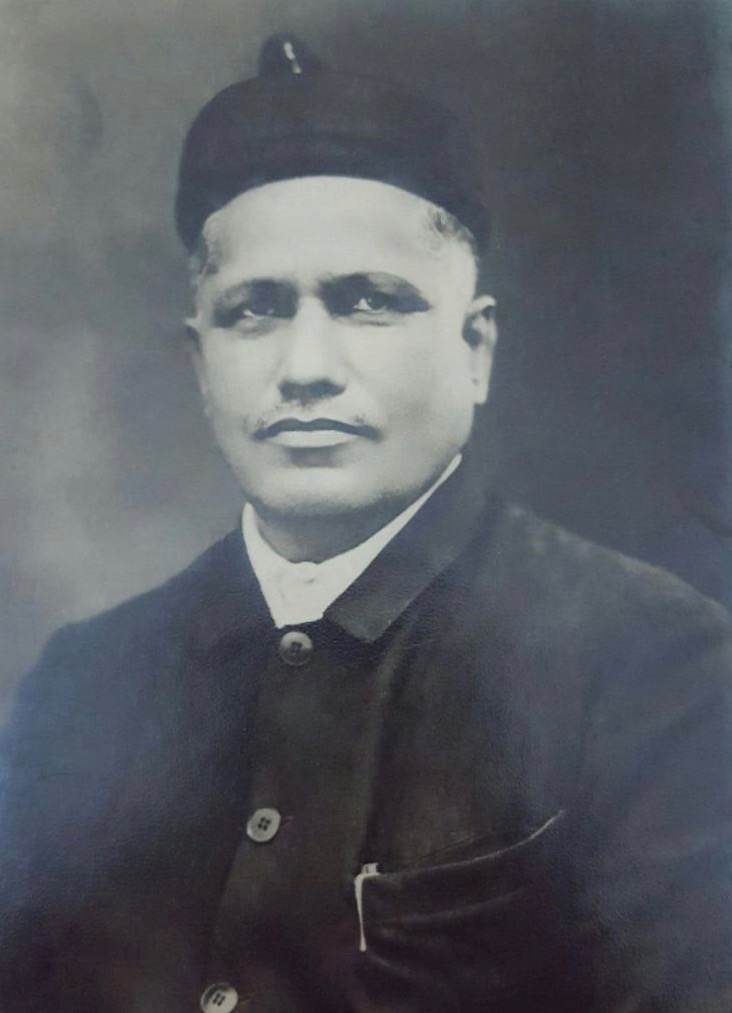

Chandrashekhar Agashe (tiếng Marathi: चंद्रशेखर आगाशे; IAST: Candraśekhara Āgāśe; 14 tháng 2 năm 1888 - 9 tháng 6 năm 1956) là một nhà công nghiệp và luật sư Ấn Độ, được nhớ đến nhiều nhất với tư cách là người sáng lập Brihan Maharashtra Sugar Syndicate Ltd. Ông từng là người quản lý giám đốc của công ty từ khi thành lập vào năm 1934 cho đến khi ông qua đời vào năm 1956.